# Jacques Bernier (1928-1992)
Pour les articles homonymes, voir Jacques Bernier et Bernier.
Jacques Bernier, né le 1er juillet 1928 à Matane et mort le 13 janvier 1992 à Québec, est un homme politique québécois.

## Biographie
De 1964 à 1966, il est député de Matane à l'Assemblée nationale du Québec.